# Liboumba
Liboumba är ett vattendrag i Gabon, ett biflöde till Ivindo. Det rinner genom provinsen Ogooué-Ivindo, i den nordöstra delen av landet, 400 km öster om huvudstaden Libreville.